# Monadnock (Schiff)
Die Monadnock, auch USS Monadnock (Kennung: BM-3 / IX-17), war ein eiserner Monitor (Küstenpanzerschiff) der Amphitrite-Klasse der United States Navy, der im Spanisch-Amerikanischen Krieg zum Einsatz kam.

## Bau und technische Daten
Am 23. Juni 1874 gab der amerikanische Marineminister George M. Robeson den Auftrag zum Um- und Neubau des alten Monitors Monadnock, wobei dies im Grunde ein Vorwand zum Bau eines neuen Schiffes unter Heranziehung von Material aus dem abzubrechenden alten Schiff war. Der Auftrag erging an Phineas Burgess und die von ihm zu diesem Zweck gegründete Continental Iron Works in Vallejo (Kalifornien). Der Bau litt unter zahlreichen Verzögerungen, teils weil die Finanzierung nicht gesichert war, teils weil die Anforderungen mehrfach geändert wurden, und erst am 19. September 1883 lief das Schiff vom Stapel. Die Werft war inzwischen wegen nicht rechtzeitig erfolgter Zahlungen seitens der Navy in den Bankrott gezwungen worden, und die Navy nahm den Rumpf unmittelbar nach dem Stapellauf in Besitz und schleppte ihn  
in den Mare Island Naval Shipyard bei Vallejo. Dort erfolgte die Bewaffnung und Endausrüstung, die wiederum unerhört lange dauerte. Erst am 20. Februar 1896 konnte Captain George W. Sumner die Monadnock in Dienst stellen.
Das knapp 80 m lange und 16,9 m breite Schiff verdrängte, bei 4,42 m Tiefgang, 4.054 Tonnen. Seine Hauptbewaffnung bestand aus vier 25-cm-Kanonen in zwei Türmen, je einer vorn und achtern. Hinzu kamen zwei 10-cm-Kanonen, zwei 6-Pfünder, zwei 3-Pfünder und zwei 1-Pfünder.

## Einsatzgeschichte
Die Monadnock diente anfangs mit dem Pazifikgeschwader entlang der US-amerikanischen Westküste. Nachdem am 25. April 1898 der Spanisch-Amerikanische Krieg ausgebrochen war, wurde sie als Verstärkung zum US-Asiengeschwader des Kommodore George Dewey in den Philippinen beordert. Sie lief am 23. Juni 1898 aus San Francisco aus, erreichte Hawaii in der ersten Juli-Woche, kam am 16. August in der Bucht von Manila an und beteiligte sich dann an der Blockade der spanischen Streitkräfte im Raum Mariveles-Manila-Cavite. 
Am 10. Februar 1899, während des Philippinisch-Amerikanischen Kriegs beschossen die Monadnock und der Geschützte Kreuzer Charleston drei Stunden lang die philippinischen Stellungen vor dem Beginn der Schlacht bei Caloocan nördlich von Manila. Bis Dezember 1899 versah die Monadnock dann weiteren Blockadedienst in der Manilabucht, unterbrochen von gelegentlichen Fahrten nach Hongkong.

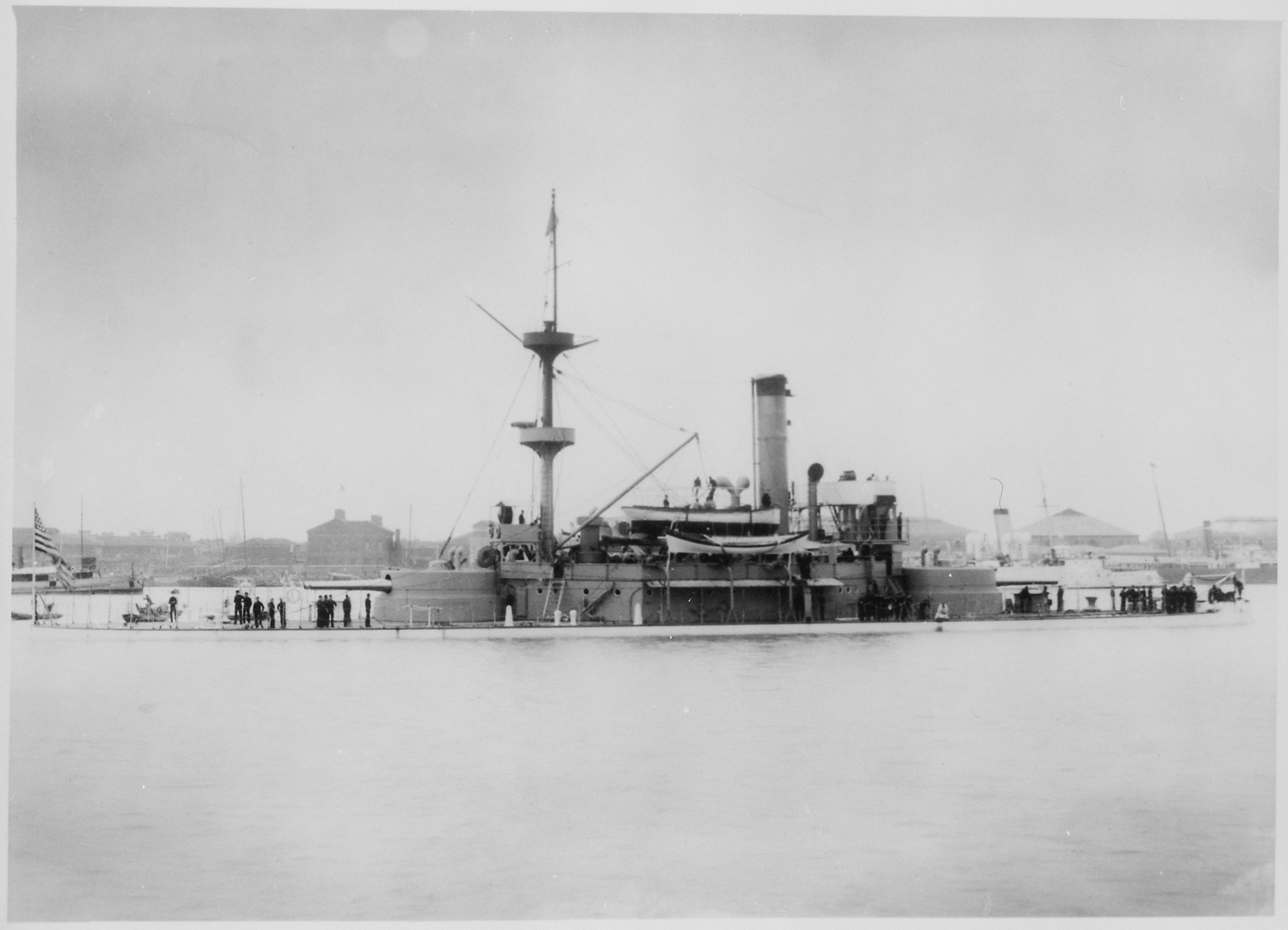
Die Monadnock in chinesischen Gewässern (ca. 1901)

Am 26. Dezember 1899 fuhr sie erneut nach Hong Kong, und während der folgenden fünf Jahre kreuzte sie vor der chinesischen Küste und auf chinesischen Flüssen, insbesondere dem Jangtsekiang, um amerikanische Interessen zu sichern. Vom 27. Januar bis zum 7. Oktober 1901 war sie nahezu ununterbrochen an der Mündung des Jangtsekiang auf Station, um die ausländische Kolonie in Shanghai zu schützen. Die gleiche Aufgabe erfüllte sie danach noch drei weitere Mal: vom 6. Dezember 1902 bis zum 8. April 1903, vom 18. September 1903 bis zum 10. März 1904, und vom 8. April 1904 bis zum 28. November 1904.
Erst am 3. Februar 1905 kehrte die Monadnock nach Cavite in der Manilabucht zurück. Sie diente, abgesehen von zwei kurzen Fahrten nach Hongkong, die nächsten fünf Jahre in den Philippinen, mit Basis in Olongapo an der Subic-Bucht, bis sie am 10. März 1909 in Cavite außer Dienst gestellt wurde.
Am 20. April 1911 wurde das Schiff wieder in der Reserve in Dienst gestellt und erneut in Olongapo stationiert, dann am 31. Januar 1912 in Cavite wieder in aktiven Dienst übernommen. Sieben Jahre lang fuhr sie dann als Ziel-Schleppschiff für U-Boote. 
Am 24. März 1919 wurde sie endgültig außer Dienst gestellt. Am 17. Juli 1920 erhielt das Schiff die Nummer BM-3; am 1. Juli 1921 wurde dies in IX-17 geändert. Das Schiff wurde am 2. Februar 1923 aus dem Marineschiffregister gestrichen, und der Schiffsrumpf wurde am 24. August 1923 in Asien zum Abbruch verkauft.